# Chierry
Chierry is een gemeente in het Franse departement Aisne (regio Hauts-de-France). De plaats maakt deel uit van het arrondissement Château-Thierry. Chierry telde op 1 januari 2022 1.169 inwoners.

## Geografie
De oppervlakte van Chierry bedraagt 2,82 km², de bevolkingsdichtheid is 402 inwoners per km².
De onderstaande kaart toont de ligging van Chierry met de belangrijkste infrastructuur en aangrenzende gemeenten.

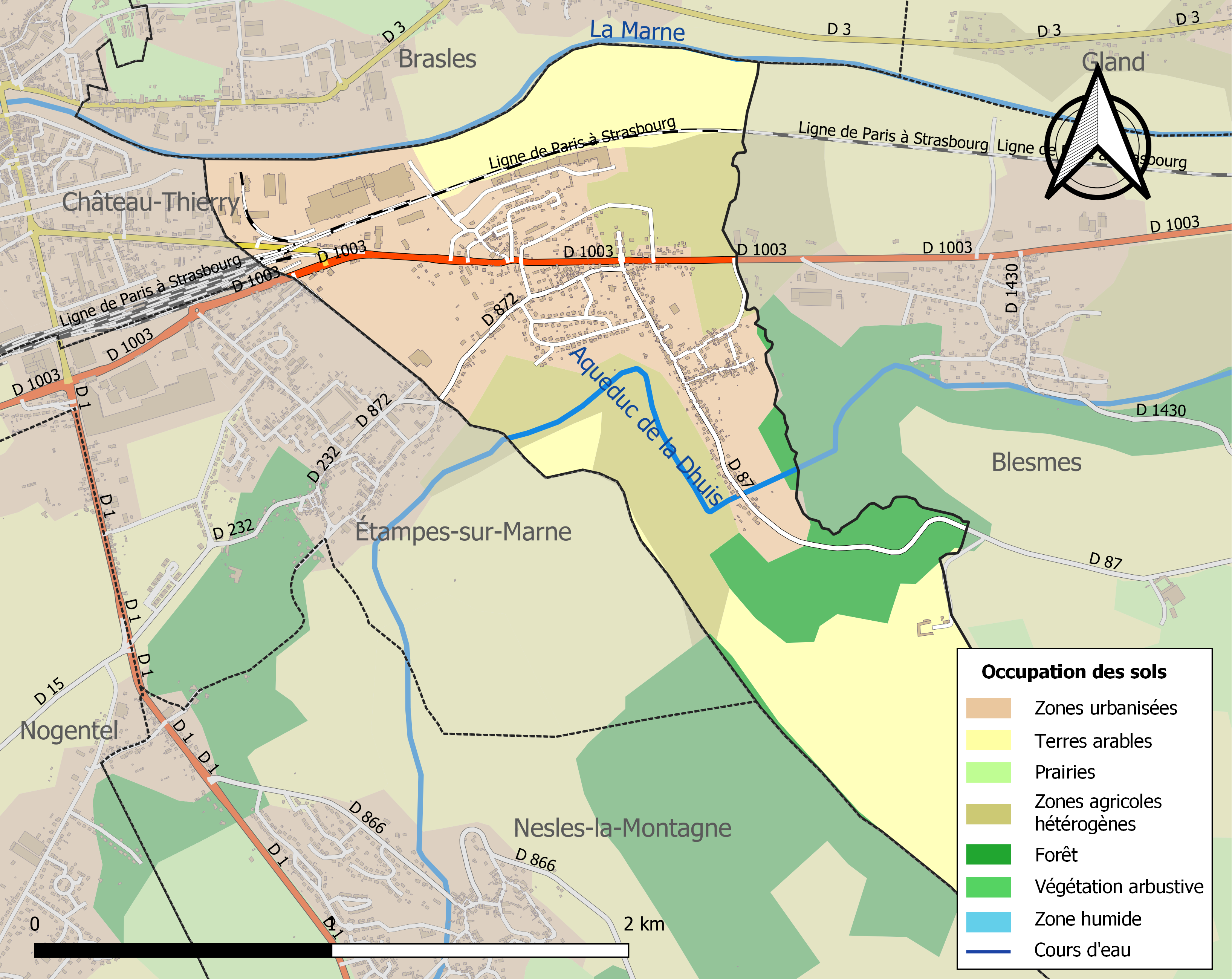

## Demografie
Onderstaande figuur toont het verloop van het inwonertal (bron: INSEE-tellingen).
Vanwege een beveiligingsprobleem met de MediaWiki Graph-software is het momenteel niet mogelijk deze grafiek weer te geven. Zodra de software is bijgewerkt zal de grafiek vanzelf weer zichtbaar worden.